# الصحيح وغير الصحيح
الصحيح وغير الصحيح هو كتاب زرادشتي بالفهلوية يعود إلى القرن الثامن أو التاسع، ويشتمل على مجموعة متنوعة من القوانين والعادات المتعلقة بالخطيئة والنجاسة، بالإضافة إلى مذكرات أخرى حول الاحتفالات والموضوعات الدينية بشكل عام. ويحتوي النص على حوالي 13500 كلمة. إن محتوى هذه المجموعة متنوع للغاية، ولكن الخطايا والأعمال الصالحة، والاحتياطات اللازمة لتجنب النجاسة، وتفاصيل الاحتفالات والعادات، والدلالة الصوفية للغاثا [الإنجليزية]، والثناء على الكائنات المقدسة هي الموضوعات الرئيسة التي ناقشها.